# 美国陆军第101空降师
第101空降师（101st Airborne Division (Air Assault)），是美国陆军的一支空中突击部队，於创建時是一支空降部隊，参加了第二次世界大战中的诺曼底登陆、市场花园行动以及突出部战役，在越南战争中被整编为空中机动师（air mobile），随后则确立为空中突击师（air assault），利用直升机进行空中突擊及快速推進，并参加了阿富汗战争及伊拉克战争。由于历史的原因，该师一直保留了“空降师”（Airborne）的名称。第101师的总部位于肯塔基州的坎贝尔堡。至目前，第101师共有约350架UH-60黑鹰和CH-47运输直升机，以及约120余架AH-64阿帕奇攻擊直升机。

## 历史
第101空降师师部于1918年11月2日在密西西比州谢尔比营组建（先前已于7月23日在国民警卫队中组建）。由于一战在其组建9天后便告结束，师部遂在1918年12月11日撤编。
1921年，师部在陆军预备役部队（Organized Reserves）中再次建立，并于9月10在威斯康辛州密尔沃基市组建。该师在那时得到了“呼啸群鹰”的绰号，该绰号继承了美国内战期间威斯康星志愿团的相关传统（该团的吉祥物为一只名为Old Abe的白头海雕）。
1942年8月15日，该师在预备役部队中解散，从而正式改编成为美国陆军的一支空降师。
在二战期间，该师首先参加了诺曼底战役。当时少将伞兵师长，即后来战后更知名的三军首长会议主席，首任的上将泰勒，随后第101师被编入第1空降军，于1944年9月17日参加市场花园行动，担负攻占位于“死亡公路”上的大桥的任务。由于计划不周，盟军遭到了重大的损失，其中第101师在战斗中共伤亡四千余人。在1944年末，该师在补充兵员后参加突出部战役，扮演了重要的角色，成功抵抗住了德軍装甲师对巴斯通的进攻。第101师在德国投降后参加了准备进攻日本的训练，但随后日本的投降使行动中止。1945年11月30日，第101师从美国陆军中撤编。
1956年，第101空降师被整编，重返作战序列。1967年，该师全部参加越南战争。在战争中共参与達15场战役，共有4,011人阵亡，18,259人受伤，成为美国陆军当中死傷总数第三高的师级部队。1968年，该师在大幅减员的情况下被改编为空中机动师，但随后又改编为空降（空中突击）师。
1985年，飛箭航空1285號班機在搭載248名101空降師隊員从埃及西奈半岛返回肯塔基的坎贝尔堡美军基地时，于加拿大纽芬兰甘德国际机场起飞后不久墜毀，全機256人無人生還。加拿大航空安全局（CASB）认为事故原因可能是机翼前缘大气结冰和被低估的机载重量，而一份少数派报告则指出事故可能是由于坠毁前机舱内不明原因的爆炸而导致的。
1991年1月，第101师前往波斯湾，参加海湾战争。该师的AH-64武装直升机参加了第一批的空中出击，摧毁了伊拉克的2个雷达阵地。
2003年，第101师加入第5军，在大衛·裴卓斯少将的指挥下参加伊拉克战争，为陆军主力部队提供支援。2004年初，该师被撤回美国，以进行休整和补充装备，但于2005年夏再次返回伊拉克执行战斗任务。
2022年10月，第101空降師被部署至羅馬尼亞的領土，距離羅馬尼亞、烏克蘭邊境僅3英里。這也是近80年來101空降師首次被部署到歐洲。

## 目前建制
第101空降师（空中突击师）：

沙漠風暴行動時的進軍路線

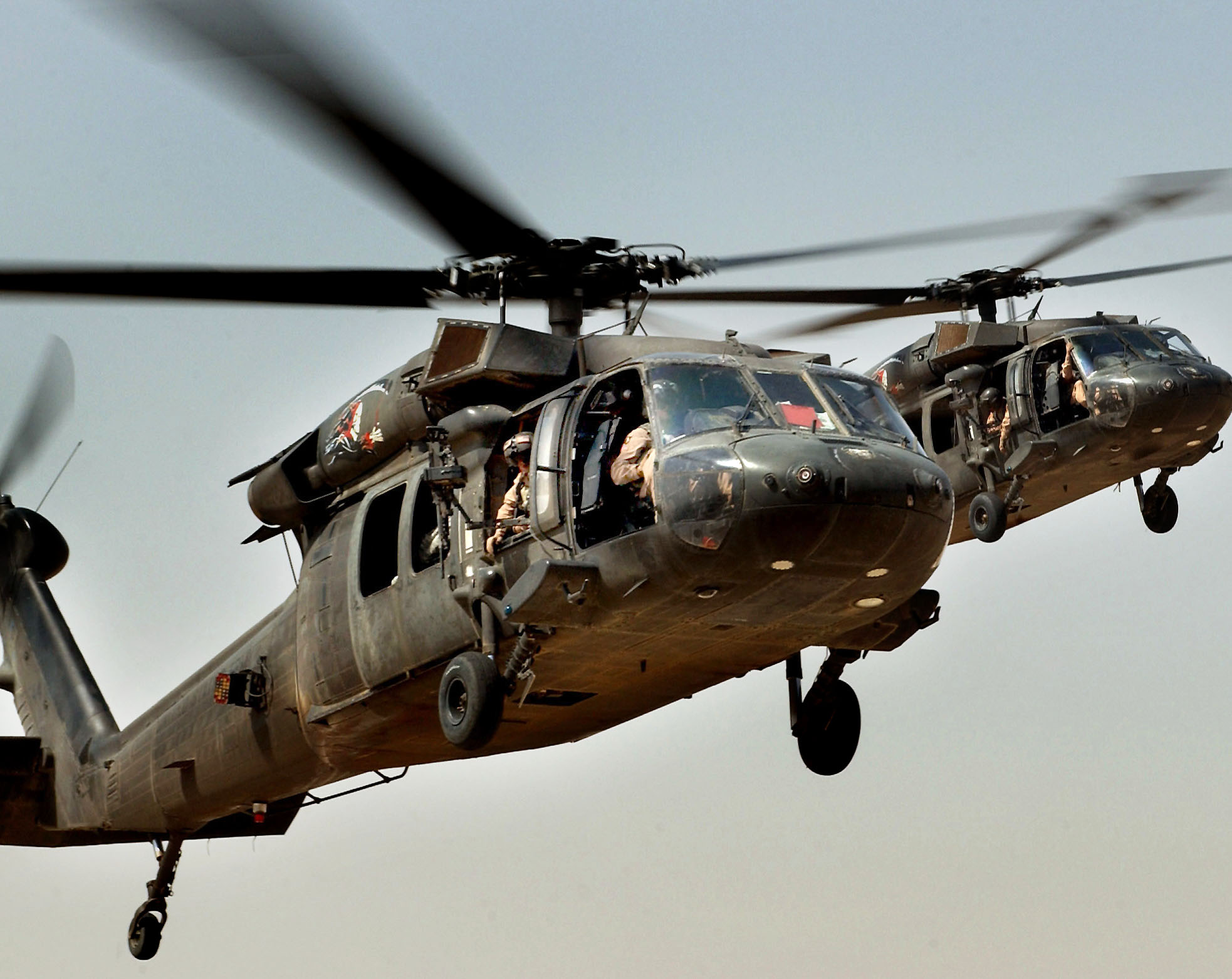
101空中突击师利用MH-60直昇機進入戰場

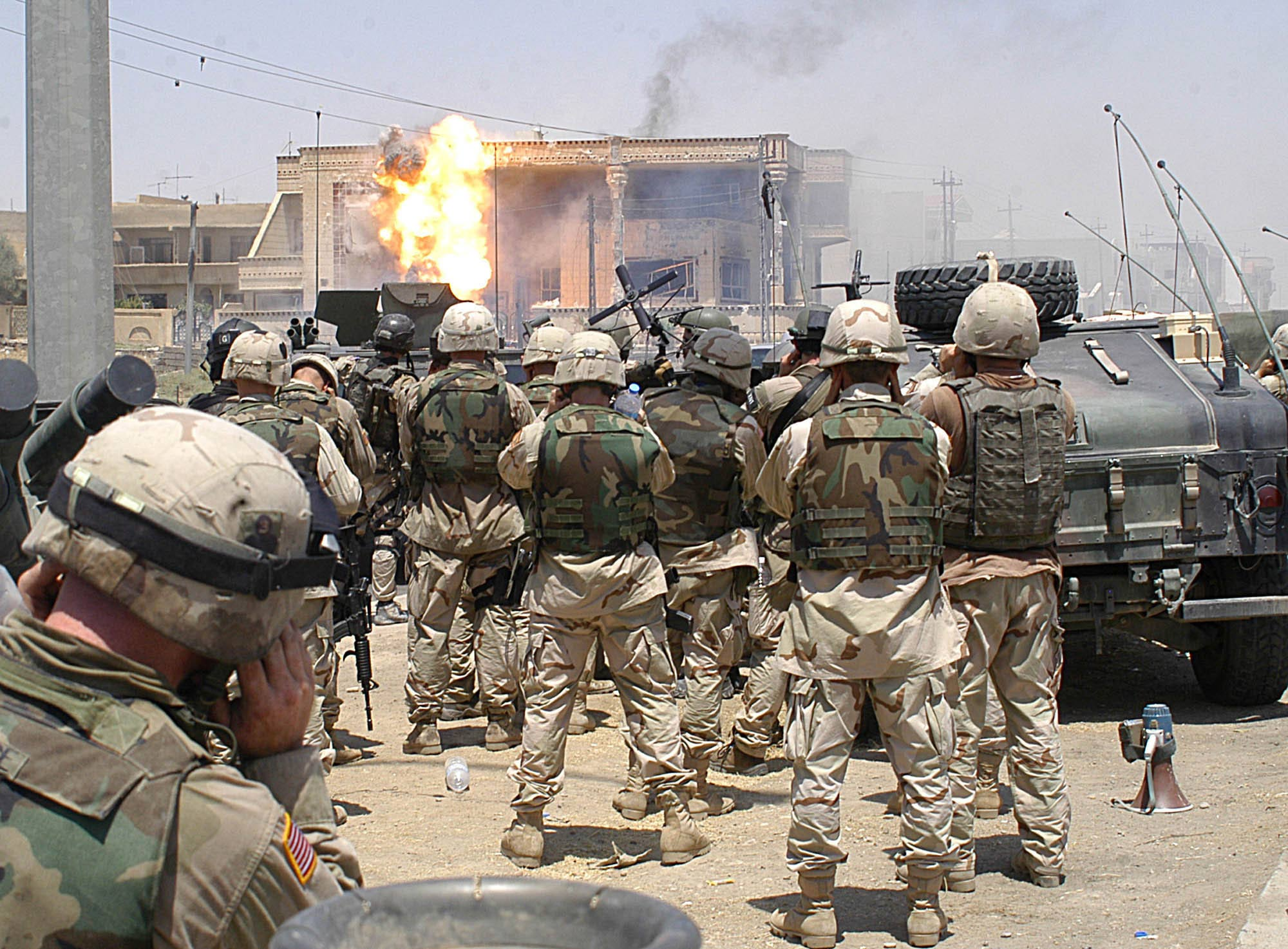
第327步兵团第3营於伊拉克戰爭

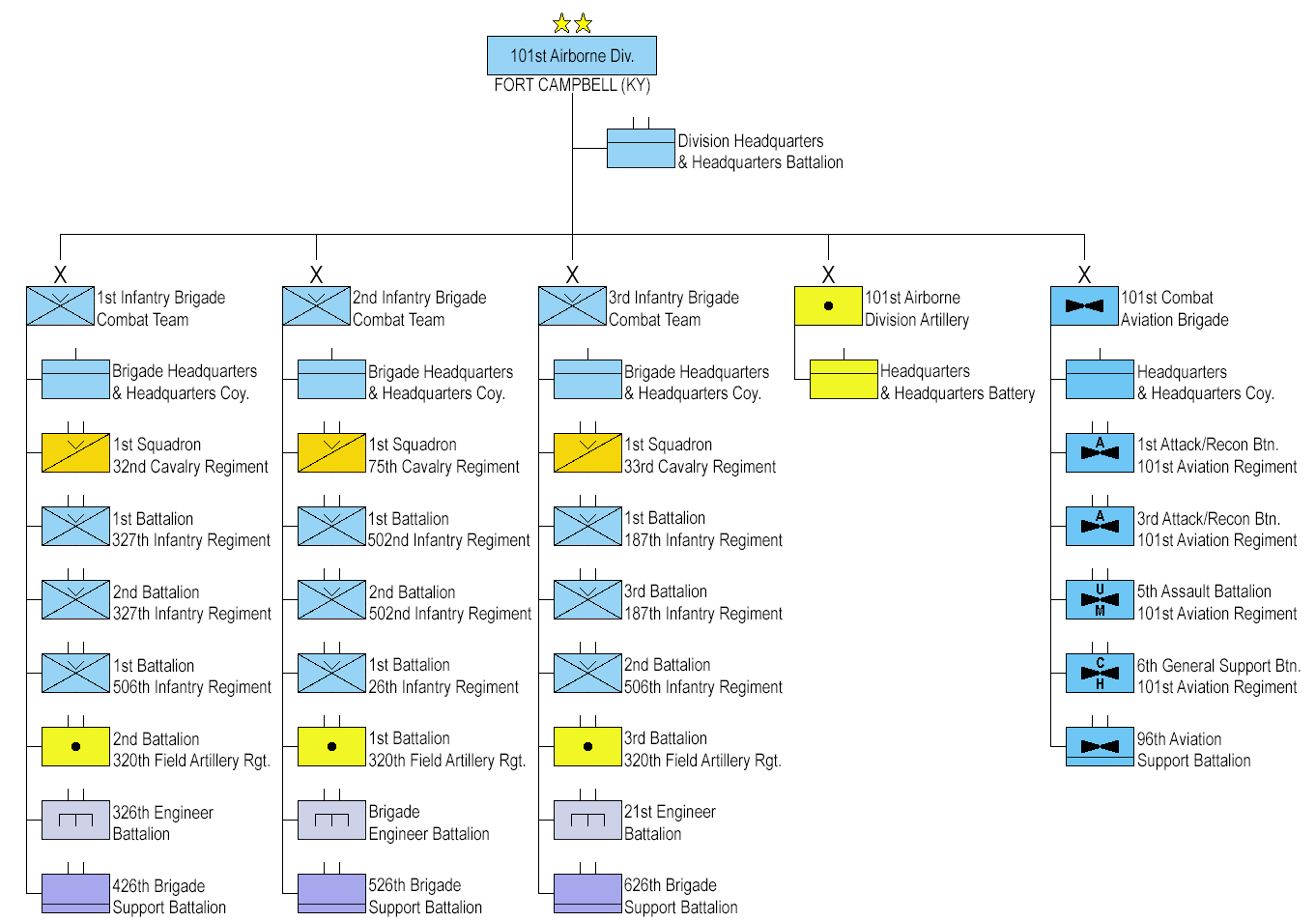
建制圖

- 第101师部及师部营（"Gladiadores"）
  - A连（"Slayers"）
  - B连（"Black Dragons"）
  - C连（"Spartans"）
  - 营部及后勤连（"Sentries"）
  - 第101师军乐队（"Pride of the Eagle"）
- 第1空中突擊步兵旅级战斗队（"Bastogne"）（♣）
  - 旅部及旅部连
  - 第32骑兵团第1营（"Victory or Death"）
  - 第327步兵团第1营（"Above the Rest"）
  - 第327步兵团第2营（"No Slack"）
  - 第506步兵团第1营（"Red Currahee"）
  - 第32野战炮兵团第2营（"Balls of the Eagle"）
  - 第326旅工兵营
  - 第426旅支援营
- 第2空中突擊步兵旅级战斗队
  - 旅部及旅部连
  - 第75骑兵团第1营
  - 第502步兵团第1营
  - 第502步兵团第2营
  - 第26步兵团第1营
  - 第320野战炮兵团第1营
  - 第39旅工兵营
  - 第526支援营
- 第3空中突擊步兵旅級战斗队
  - 旅部及旅部连
  - 第33骑兵团第1营
  - 第187步兵团第1营
  - 第187步兵团第3营
  - 第506步兵团第2营
  - 第320野战炮兵团第3营
  - 第21旅工兵营
  - 第626旅支援营
- 第101空降师师属炮兵群
  - 指挥部及指挥部连
- 联合战斗航空旅（"Wings of Destiny"）（♦） 
  - 旅部及旅部连（"Hell Cats"）
  - 第17骑兵团第2营（攻击/侦察）（"Out Front"）
  - 第101航空团第1营（攻击/侦察）（"Expect No Mercy"）
  - 第101航空团第5营（突击）（"Eagle Assault"）
  - 第101航空团第6营（一般支援）（"Shadow of the Eagle"）
  - 第96支援营（"Troubleshooters"）
- 第101空降师支援旅（"Life Liners"）
  - 旅部及旅部连
  - 第101特种作战营
  - 第129战斗支援营

## 流行文化
- 《諾曼第大空降》美國電視影集，以101空降師在二次大戰中的表現為故事體裁。2001年於HBO頻道播出。
- 《搶救雷恩大兵》美國電影，以諾曼地登陸為開頭，描述美軍特遣隊救援101空降師的失蹤的年輕士兵營救其返國。頗受好評。
- 《榮耀戰場系列》美國電玩，以101空降師所參與過的戰役背景所發行的遊戲。共有三集正傳，多部外傳。
- 《戰士們》美國電玩，定位為美軍獨特兵種，以空降方式出現在戰場上，該兵種只有在資料片「突擊小隊」才有。
- 《應徵入伍》俄國電玩，101空降師501傘兵團於諾曼底登陸戰役登場。

## 延伸閱讀
- Burns, Richard R.  Pathfinder: First In, Last Out.  New York: Ballantine Books, 2002. ISBN 0804116024
- 101st Airborne in Vietnam The 'Screaming Eagles' by Michael Sharpe & Simon Dunstan
- Blackmon, Jimmy. Pale Horse: Hunting Terrorists and Commanding Heroes with the 101st Airborne Division.  New York: 2016. ISBN 9781250072719